# Dendrobium nobile
Dendrobium nobile Lindl., 1830 è una pianta della famiglia delle Orchidacee.

## Descrizione
È una pianta di media taglia, con fusti eretti, a grappolo, compressi, scanalati, verdi, ma con l'età tendenti al giallo che portano foglie persistenti, coriacee, oblunghe. Fiorisce in prevalenza in inverno, ma la fioritura è possibile tutto l'anno. I fiori sono riuniti in racemi, recanti da 2 a 4 fiori grandi fino a 7,5 centimetri, robusti e cerosi..

## Distribuzione e habitat
È una pianta originaria di Cina, India, Nepal, Bhutan, Myanmar, Thailandia, Laos e Vietnam, dove cresce ad altitudini tra 200 e 2000 metri. L'habitat varia dai boschi di pianura, alle foreste montane, oltre alle rocce coperte di muschio.

## Coltivazione
Queste piante hanno bisogno di un buon riposo invernale con ridotte inaffiature e nessuna concimazione, che dovranno essere invece abbondanti nel periodo vegetativo. L'inizio della stagione del riposo è segnalato dall'ingiallimento delle foglie..

## Galleria d'immagini

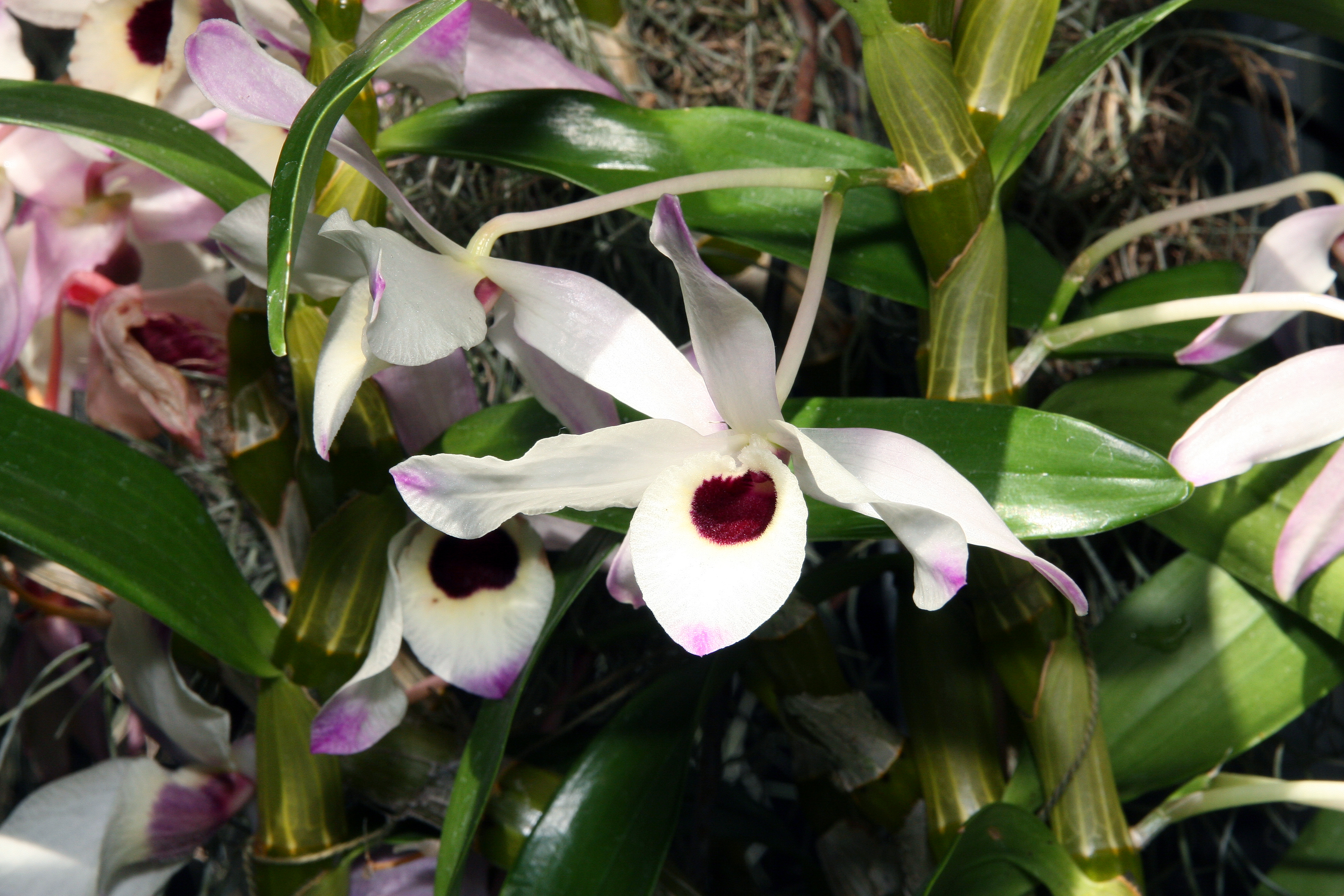
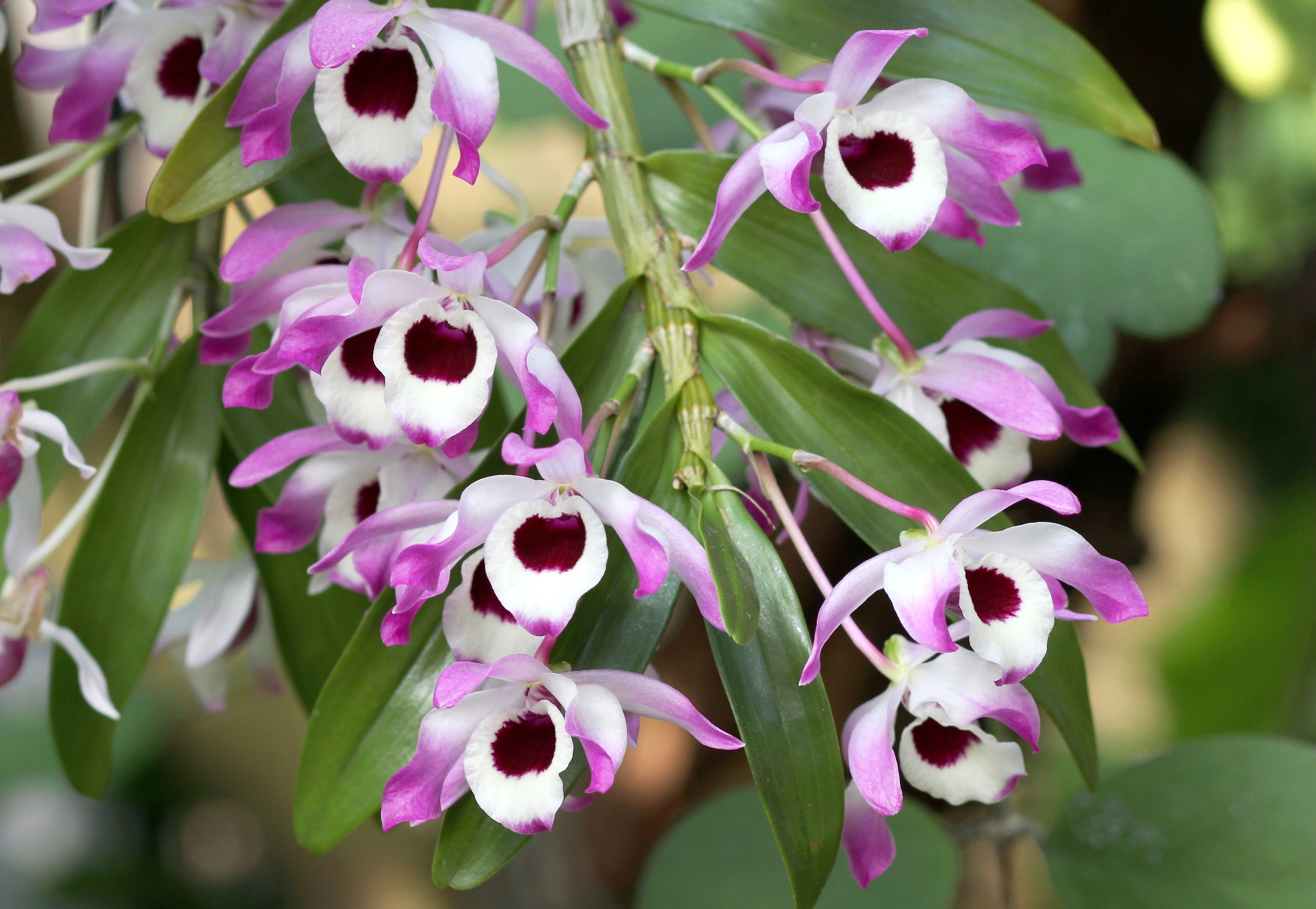
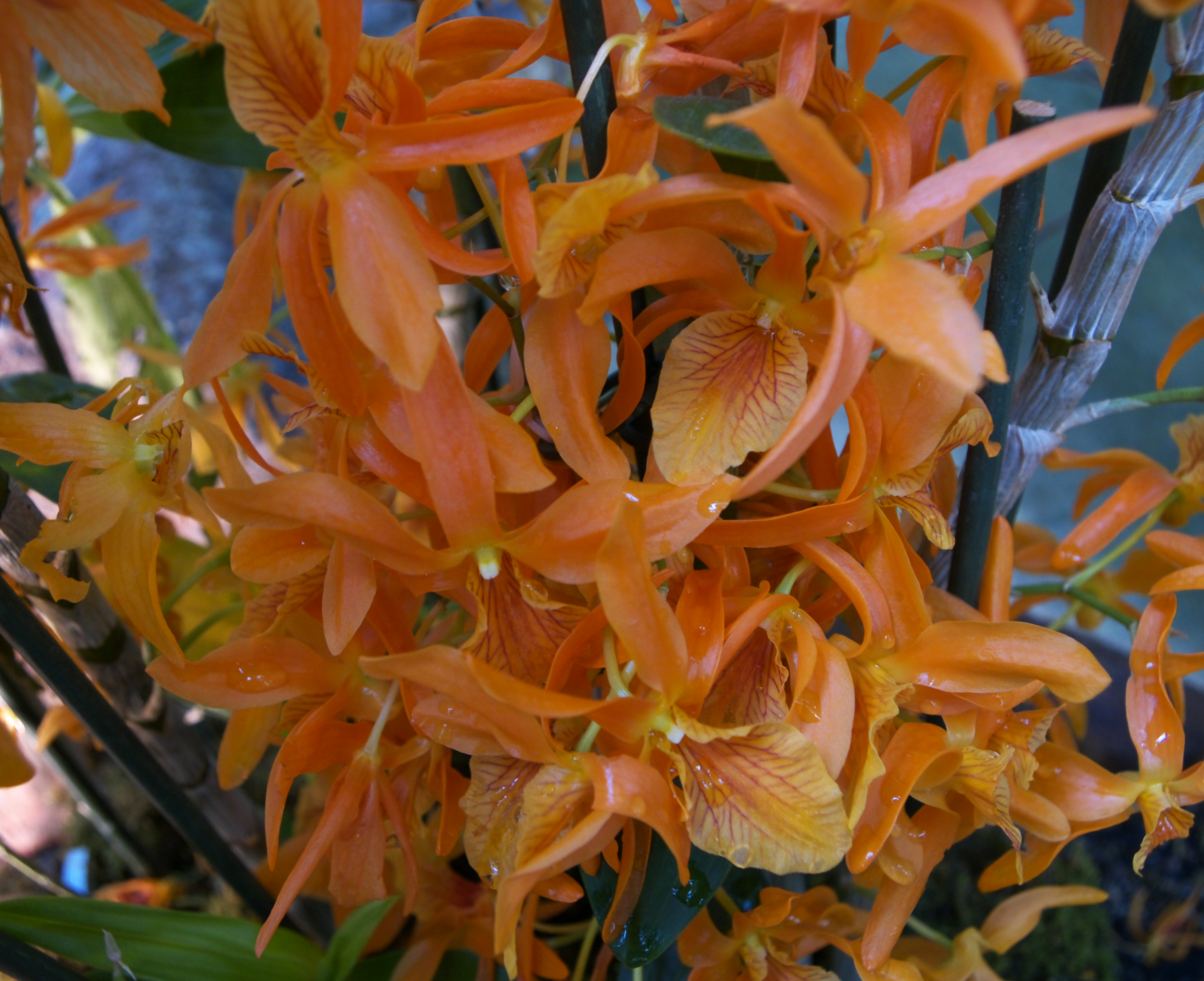
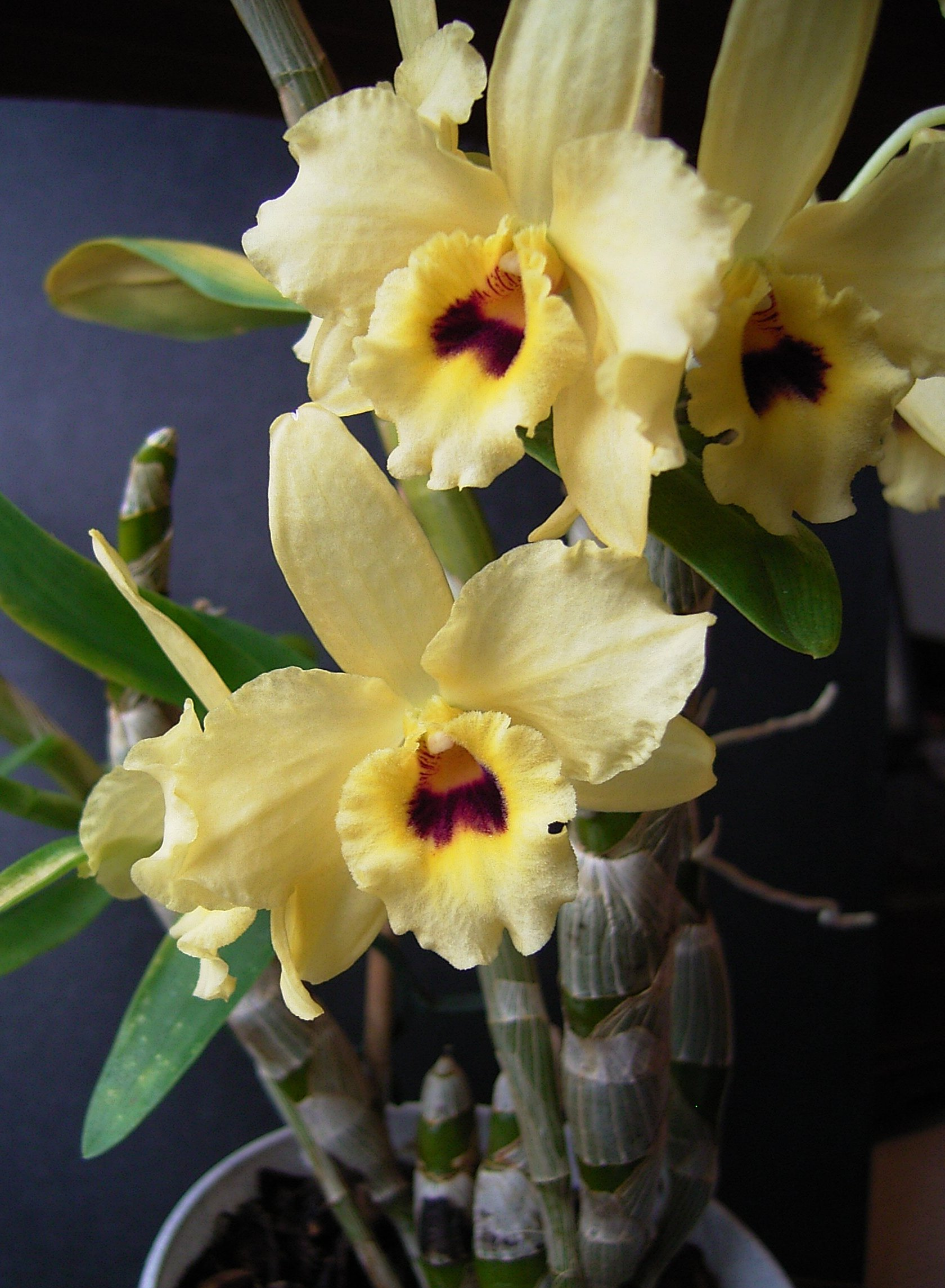
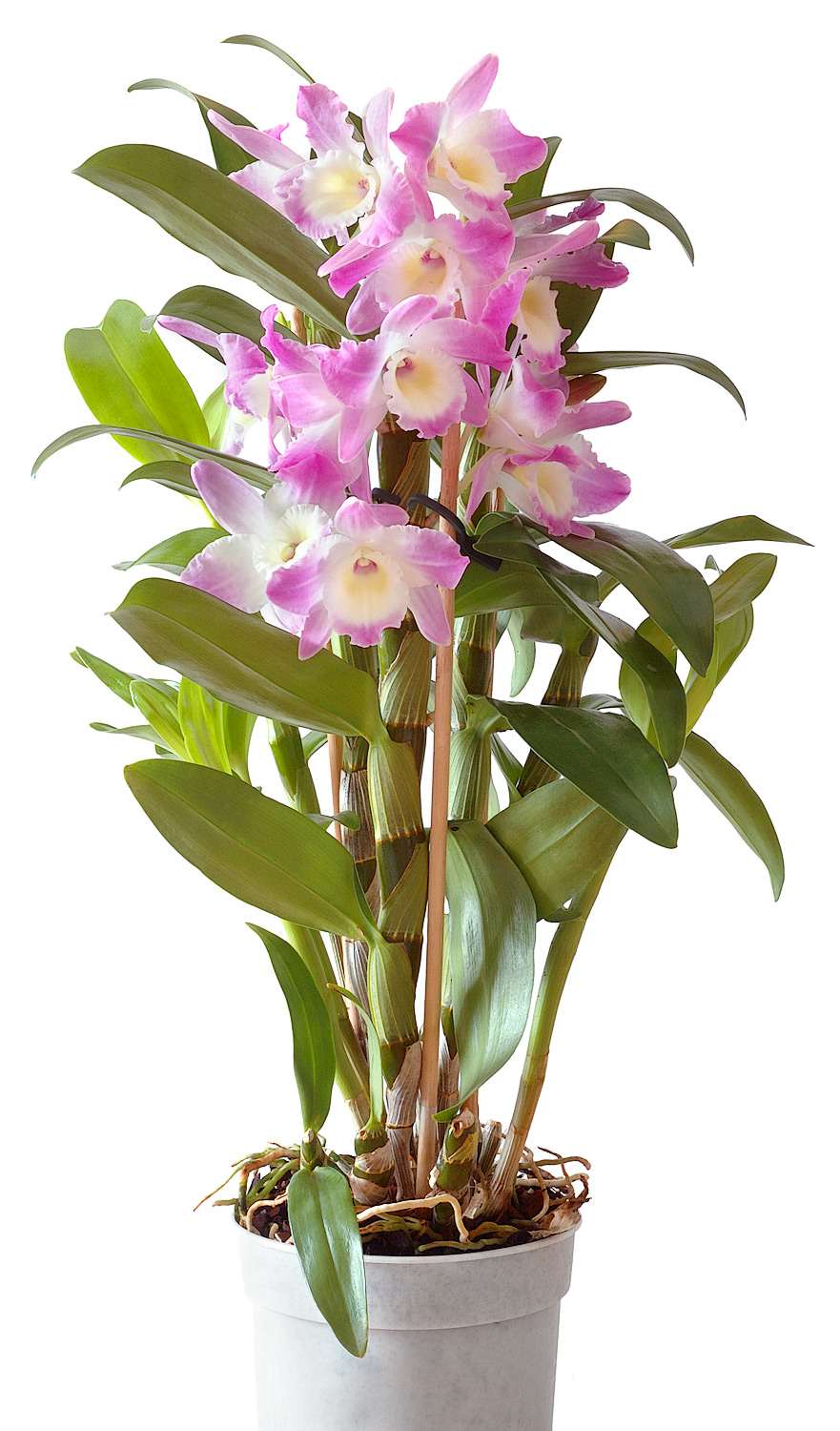
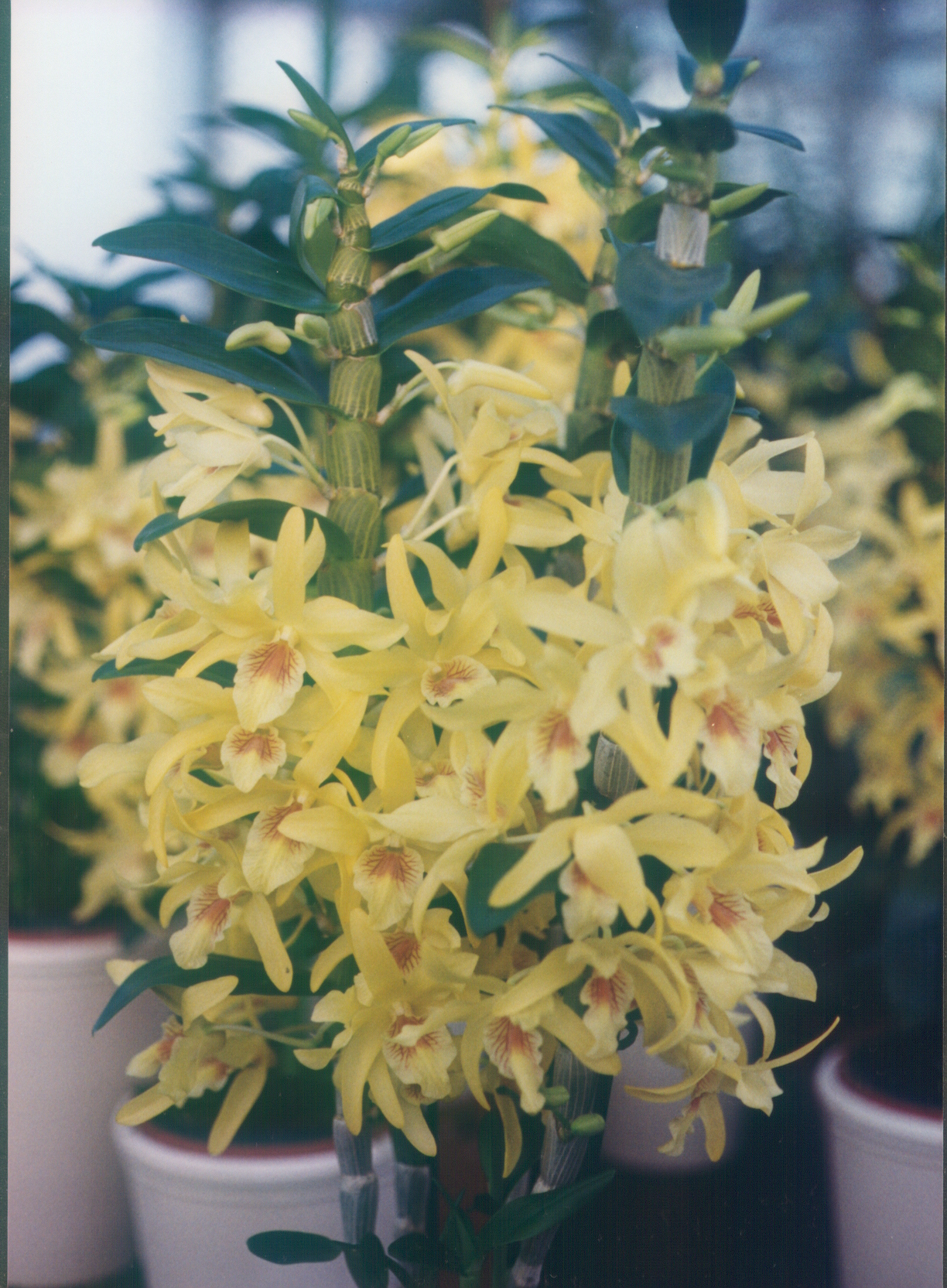